# برتيني فيرلين
برتيني جين فيرلين (بالإنجليزية: Brittany Furlan)‏ (من مواليد 5 سبتمبر 1986) هي شخصية أمريكية على الإنترنت مقرها في لوس أنجلوس، والتي كانت أكثر النجمات الإناث تتبعًا على Vine حتى نوفمبر 2015.
أعلنت Time في عام 2015 أنها واحدة من أكثر الأشخاص تأثيراً على الإنترنت. في عام 2018 ، كانت شخصية مميزة في الفيلم الوثائقي Netflix The American Meme .

## حياتها
ولدت فيرلين في 5 سبتمبر 1986 في بيركاسي بولاية بنسلفانيا الأمريكية لأبوين أمريكيين إيطاليين.
حاولت دخول عالم التلفزيون قبل أن تصبح نجمةً على فاين. ووقعت عقداً مع شبكة Endemol.
ظهرت فيرلين أيضًا في مقطع فيديو الموسيقي لأغنية "Fireball" للمخرج Pitbull التي تضم جون ريان.
تورطت في جدال خلال عرض «إيميز ريد كاربت» لعام 2014 عندما قالت للممثل ريان بافي، «سنقوم بإبعادك عنا قبل أن نغتصبك».

## الحياة الشخصية
في أوائل عام 2017 ، كانت فورلان على علاقة مع تومي لي، عازف موتلي كرو في 14 فبراير 2018، أعلنوا خطوبتهم عبر إنستغرام. تزوجا بعد عام في 14 فبراير 2019.

## فيلموغرافيا
| عام  | عنوان          | الدور          | ملاحظات |
| ---- | -------------- | -------------- | ------- |
| 2015 | نحن أصدقائك    | سارا           | فيلم    |
| 2018 | يونيكورن       | سامانثا        | فيلم    |
| 2018 | ميمي الأمريكية | نفسها          | وثائقي  |
| 2019 | الأوساخ        | Bandmate صديقة | فيلم    |

## الجوائز والترشيحات
| عام  | معين                   | جائزة              | نتيجة |
| ---- | ---------------------- | ------------------ | ----- |
| 2015 | جوائز اختيار المراهقين | اختيار الويب: فينر | ترشُح  |

## وصلات خارجية
- برتيني فيرلين على موقع IMDb (الإنجليزية)
- برتيني فيرلين على موقع روتن توميتوز (الإنجليزية)
- برتيني فيرلين على موقع قاعدة بيانات الفيلم (الإنجليزية)